# Антидиффамационная лига
Антидиффамацио́нная ли́га (англ. Anti-Defamation League, ADL) — американская еврейская неправительственная правозащитная общественно-политическая организация, противостоящая антисемитизму и другим формам нетерпимости по отношению к евреям.

## История
Основана еврейской организацией «Бней-Брит» в 1913 году для борьбы с антисемитизмом и антисемитами. Штаб-квартира расположена в Нью-Йорке. Организация имеет 30 отделений в США и 3 отделения в других странах (Иерусалим, Москва). Годовой бюджет составляет $ 50 млн. Директором АДЛ является Абрахам Фоксман.
Основание организации было инициировано Зигмундом Ливингстоном в связи с судебным процессом над Лео Франком, 29-летним евреем. Управляющий фабрики Лео Франк был признан виновным в изнасиловании и убийстве 13-летней девочки Мэри Фэган, работавшей на фабрике, и приговорён к смертной казни. После того, как губернатор заменил казнь на пожизненное заключение, Франк был похищен из тюрьмы и подвергнут линчеванию группой известных горожан в Атланте.
В 2003 году американский журналист Стив Они выпустил книгу «И мертвые поднимаются: убийство Мэри Фаган и линчевание Лео Франка», где, проанализировав документы и общаясь с людьми, пришёл к мнению, что Лео Франк был невиновен, а организаторами и участниками самосуда были самые уважаемые граждане штата, в том числе губернатор, судья и глава Комитета ассамблеи штата по делам тюрем.

## Деятельность
Как отметил в 2007 году глава АДЛ Абрахам Фоксман: «У себя в Америке мы давно и успешно сотрудничаем с ФБР и с полицией».
По оценкам экспертов АДЛ, число антисемитов в Соединённых Штатах составляет примерно 35 миллионов человек.
В 2003 году Антидиффамационная лига заявила, что в готовящемся к выходу фильме Мела Гибсона «Страсти Христовы» могут содержаться «оскорбительные эпизоды, способствующие распространению антисемитизма». Гибсон отверг обвинения в антисемитизме. В 2014 году Гэри Олдмен принёс официальные извинения лиге за защиту Алека Болдуина и Мела Гибсона. А. Фоксман прокомментировал ситуацию так: «Заявления Гэри Олдмена безответственно выстраиваются в классическую антисемитскую небылицу о мнимом еврейском контроле над Голливудом и киноиндустрией».
В 2007 году АДЛ признала, что действия Турции в отношении армян в период с 1915 по 1918 год «были равносильны геноциду».

## Критика
Лингвист и социальный активист Ноам Хомский охарактеризовал Антидиффамационную лигу как забывшую про гражданские права во имя защиты израильской политики, что она представляет любую левую оппозицию израильским интересам как антисемитизм. В 1990-е годы Антидиффамационная лига оказалась в центре расследования ФБР, обнаружившего в распоряжении АДЛ материалы, полученные в результате инфильтрации ФБР и полиции Сан-Франциско и шпионажа за левыми и либеральными активистами, выступавшими против южноафриканского апартеида. Расследование ФБР, кроме того, показало, что Антидиффамационная лига делилась своими материалами с Моссадом и южноафриканским Бюро госбезопасности.
Организация и её глава Джонатан Гринблатт сталкивались с критикой со стороны еврейской общины за прогрессистский уклон и неспособность сосредоточиться на теме левого антисемитизма.
В 2020 году 100 ультралевых организаций подписали открытое письмо, в котором требовали от левых «отказаться от ADL» как от союзника. Спустя десять дней после 7 октября 2023 года директор организации «Институт критического изучения сионизма» подверг критике ADL за то, что она выступила против антиизраильской пропаганды. В январе The Nation опубликовала статью с названием «Антидиффамационная лига: израильский сторожевой пёс в США».
Сообществом Википедии на английском языке АДЛ объявлена неавторитетным источником по теме израильско-палестинского конфликта.